# بون (كارولاينا الشمالية)
بون (بالإنجليزية: Boone)‏ هي مدينة أمريكية ومركز مقاطعة واتوغا في ولاية كارولاينا الشمالية في الولايات المتحدة الأمريكية.

## التركيبة السكانية
حدّد مكتب تعداد الولايات المتحدة بيانات التركيبة السكانية لبون في تعداد الولايات المتحدة. في ما يلي، التركيبة السكانية حسب تعدادي 2000 و2010.

### تعداد عام 2000
بلغ عدد سكان بون 13,472 نسمة بحسب تعداد عام 2000، وبلغ عدد الأسر 4,374 أسرة وعدد العائلات 1,239 عائلة مقيمة في البلدة. في حين سجلت الكثافة السكانية 822 نسمة لكل كيلومتر مربع (2,129.0/ميل2). وبلغ عدد الوحدات السكنية 4,748 وحدة بمتوسط كثافة قدره 289.7 لكل كيلومتر مربع (750.3/ميل2).
وتوزع التركيب العرقي للبلدة بنسبة 93.98% من البيض و3.42% من الأمريكيين الأفارقة و0.30% من الأمريكيين الأصليين و1.19% من الأمريكيين ذوي الأصول الآسيوية و0.05% من سكان جزر المحيط الهادئ و0.46% من الأعراق الأخرى و0.60% من عرقين مختلطين أو أكثر و1.64% من الهسبانيون أو اللاتينيون من أي عرق.
بلغ عدد الأسر 4,374 أسرة كانت نسبة 10.6% منها لديها أطفال تحت سن الثامنة عشر تعيش معهم، وبلغت نسبة الأزواج القاطنين مع بعضهم البعض 21% من أصل المجموع الكلي للأسر، ونسبة 5.6% من الأسر كان لديها معيلات من الإناث دون وجود شريك،  بينما كانت نسبة 1.7% من الأسر لديها معيلون من الذكور دون وجود شريكة وكانت نسبة 71.7% من غير العائلات. تألفت نسبة 38.4% من أصل جميع الأسر من عدة أفراد يعيشون في نفس المنزل ونسبة 7.3% كانت تتألف من شخص يعيش بمفرده يبلغ من العمر 65 عاماً أو أكثر. وبلغ متوسط حجم الأسرة المعيشية 1.97، أما متوسط حجم العائلات فبلغ 2.63.
بلغ العمر الوسطي للسكان 21.4 عاماً. وكانت نسبة 5.8% من القاطنين تحت سن الثامنة عشر، وكانت نسبة 31.4% بين الثامنة عشر والرابعة والعشرين عاماً، ونسبة 11.5% كانت واقعةً في الفئة العمرية ما بين الخامسة والعشرين والرابعة والأربعين عاماً، ونسبة 8.9% كانت ما بين الخامسة والأربعين والرابعة والستين، ونسبة 6.3% كانت ضمن فئة الخامسة والستين عاماً فما فوق. يوجد لكل 100 أنثى 103.0 ذكر، ويوجد لكل 100 أنثى في الثامنة عشر من عمرها فما فوق 102.0 ذكر.
بلغ متوسط دخل الأسرة في البلدة 20,541 دولارًا، أما متوسط دخل العائلة فبلغ 49,762 دولارًا. وكان متوسط دخل الذكور 28,060 دولارًا مقابل 20,000 دولارًا للإناث. وسجل دخل الفرد الخاص بالبلدة 12,256 دولارًا. وكانت نسبة 9.2% من العائلات ونسبة 37% من السكان تحت خط الفقر، وكان من هؤلاء نسبة 7.8% تحت سن الثامنة عشر ونسبة 9.1% في الخامسة والستين من العمر وما فوق.

### تعداد عام 2010
بلغ عدد سكان بون 17,122 نسمة بحسب تعداد عام 2010، وبلغ عدد الأسر 5,755 أسرة وعدد العائلات 1,342 عائلة مقيمة في البلدة. في حين سجلت الكثافة السكانية 1,044.7 نسمة لكل كيلومتر مربع (2,705.8/ميل2). وبلغ عدد الوحدات السكنية 6,253 وحدة بمتوسط كثافة قدره 381.5 لكل كيلومتر مربع (988.1/ميل2).
وتوزع التركيب العرقي للبلدة بنسبة 91.96% من البيض و3.52% من الأمريكيين الأفارقة و0.23% من الأمريكيين الأصليين و1.57% من الأمريكيين ذوي الأصول الآسيوية و0.04% من سكان جزر المحيط الهادئ و0.96% من الأعراق الأخرى و1.72% من عرقين مختلطين أو أكثر و3.32% من الهسبانيون أو اللاتينيون من أي عرق.
بلغ عدد الأسر 5,755 أسرة كانت نسبة 8.8% منها لديها أطفال تحت سن الثامنة عشر تعيش معهم، وبلغت نسبة الأزواج القاطنين مع بعضهم البعض 17% من أصل المجموع الكلي للأسر، ونسبة 4.4% من الأسر كان لديها معيلات من الإناث دون وجود شريك،  بينما كانت نسبة 1.9% من الأسر لديها معيلون من الذكور دون وجود شريكة وكانت نسبة 76.7% من غير العائلات. تألفت نسبة 32.5% من أصل جميع الأسر من عدة أفراد يعيشون في نفس المنزل ونسبة 6.9% كانت تتألف من شخص يعيش بمفرده يبلغ من العمر 65 عاماً أو أكثر. وبلغ متوسط حجم الأسرة المعيشية 2.08، أما متوسط حجم العائلات فبلغ 2.70.
بلغ العمر الوسطي للسكان 21.5 عاماً. وكانت نسبة 5.1% من القاطنين تحت سن الثامنة عشر، وكانت نسبة 69.1% بين الثامنة عشر والرابعة والعشرين عاماً، ونسبة 11.2% كانت واقعةً في الفئة العمرية ما بين الخامسة والعشرين والرابعة والأربعين عاماً، ونسبة 7.8% كانت ما بين الخامسة والأربعين والرابعة والستين، ونسبة 6.8% كانت ضمن فئة الخامسة والستين عاماً فما فوق. وتوزع التركيب الجنسي للسكان بنسبة 48% ذكور و52% إناث.

## المناخ
يظهر الجدول التالي التغييرات المناخية على مدار السنة لبون:
| البيانات المناخية لـبون             | البيانات المناخية لـبون | البيانات المناخية لـبون | البيانات المناخية لـبون | البيانات المناخية لـبون | البيانات المناخية لـبون | البيانات المناخية لـبون | البيانات المناخية لـبون | البيانات المناخية لـبون | البيانات المناخية لـبون | البيانات المناخية لـبون | البيانات المناخية لـبون | البيانات المناخية لـبون | البيانات المناخية لـبون |
| الشهر                               | يناير                   | فبراير                  | مارس                    | أبريل                   | مايو                    | يونيو                   | يوليو                   | أغسطس                   | سبتمبر                  | أكتوبر                  | نوفمبر                  | ديسمبر                  | المعدل السنوي           |
| ----------------------------------- | ----------------------- | ----------------------- | ----------------------- | ----------------------- | ----------------------- | ----------------------- | ----------------------- | ----------------------- | ----------------------- | ----------------------- | ----------------------- | ----------------------- | ----------------------- |
| الدرجة القصوى °ف (°م)               | 70 (21)                 | 72 (22)                 | 79 (26)                 | 85 (29)                 | 85 (29)                 | 91 (33)                 | 93 (34)                 | 91 (33)                 | 86 (30)                 | 86 (30)                 | 76 (24)                 | 72 (22)                 | 93 (34)                 |
| الحد الأقصى المتوسط °ف (°م)         | 59 (15)                 | 63 (17)                 | 70 (21)                 | 76 (24)                 | 80 (27)                 | 83 (28)                 | 85 (29)                 | 84 (29)                 | 81 (27)                 | 75 (24)                 | 69 (21)                 | 62 (17)                 | 86 (30)                 |
| متوسط درجة الحرارة الكبرى °ف (°م)   | 41.6 (5.3)              | 44.6 (7.0)              | 52.2 (11.2)             | 61.3 (16.3)             | 69.3 (20.7)             | 75.9 (24.4)             | 78.9 (26.1)             | 78.1 (25.6)             | 72.1 (22.3)             | 63.2 (17.3)             | 54.2 (12.3)             | 44.5 (6.9)              | 61.4 (16.3)             |
| المتوسط اليومي °ف (°م)              | 31.2 (−0.4)             | 33.9 (1.1)              | 40.7 (4.8)              | 49.3 (9.6)              | 57.7 (14.3)             | 65.0 (18.3)             | 68.5 (20.3)             | 67.5 (19.7)             | 61.1 (16.2)             | 51.4 (10.8)             | 42.7 (5.9)              | 34.1 (1.2)              | 50.3 (10.2)             |
| متوسط درجة الحرارة الصغرى °ف (°م)   | 20.7 (−6.3)             | 23.2 (−4.9)             | 29.2 (−1.6)             | 37.3 (2.9)              | 46.1 (7.8)              | 54.1 (12.3)             | 58.1 (14.5)             | 56.8 (13.8)             | 50.1 (10.1)             | 39.5 (4.2)              | 31.1 (−0.5)             | 23.7 (−4.6)             | 39.2 (4.0)              |
| الحد الأدنى المتوسط °ف (°م)         | 2 (−17)                 | 8 (−13)                 | 14 (−10)                | 23 (−5)                 | 33 (1)                  | 44 (7)                  | 50 (10)                 | 49 (9)                  | 38 (3)                  | 27 (−3)                 | 18 (−8)                 | 8 (−13)                 | −1 (−18)                |
| أدنى درجة حرارة °ف (°م)             | −24 (−31)               | −8 (−22)                | −6 (−21)                | 14 (−10)                | 26 (−3)                 | 36 (2)                  | 40 (4)                  | 38 (3)                  | 30 (−1)                 | 18 (−8)                 | 10 (−12)                | −11 (−24)               | −24 (−31)               |
| الهطول إنش (مم)                     | 3.78 (96)               | 3.92 (100)              | 4.75 (121)              | 4.47 (114)              | 4.43 (113)              | 5.10 (130)              | 5.00 (127)              | 5.10 (130)              | 4.44 (113)              | 3.59 (91)               | 4.47 (114)              | 3.69 (94)               | 52.73 (1٬339)           |
| متوسط تساقط الثلوج إنش (سم)         | 10.3 (26)               | 9.0 (23)                | 4.3 (11)                | 2.9 (7.4)               | 0.1 (0.25)              | 0 (0)                   | 0 (0)                   | 0 (0)                   | 0 (0)                   | 0.1 (0.25)              | 1.3 (3.3)               | 6.7 (17)                | 34.6 (88)               |
| متوسط أيام هطول الأمطار (≥ 0.01 in) | 11.4                    | 11.0                    | 11.6                    | 12.0                    | 13.3                    | 13.5                    | 13.5                    | 12.6                    | 10.0                    | 9.1                     | 9.7                     | 11.3                    | 139.0                   |
| متوسط الأيام المثلجة (≥ 0.1 in)     | 4.5                     | 4.0                     | 2.2                     | 1.3                     | 0                       | 0                       | 0                       | 0                       | 0                       | 0.1                     | 0.8                     | 3.2                     | 16.2                    |
| المصدر: NOAA                        |                         |                         |                         |                         |                         |                         |                         |                         |                         |                         |                         |                         |                         |

## أعلام
- فرنسيس هوفر
- ادمون سبنسر بلاكبيرن
- تومي غريغ
- هنري د. فيليبس
- ميخائيل هاوسر
- شوان روبنسون
- كريس أوستين